# Triumph Trophy
La Triumph Trophy (chiamata anche Trophy T300, Trophy 3/4 o Trophy 900/1200) è una motocicletta prodotta dalla casa motociclistica inglese Triumph Motorcycles dal 1991 al 2003.

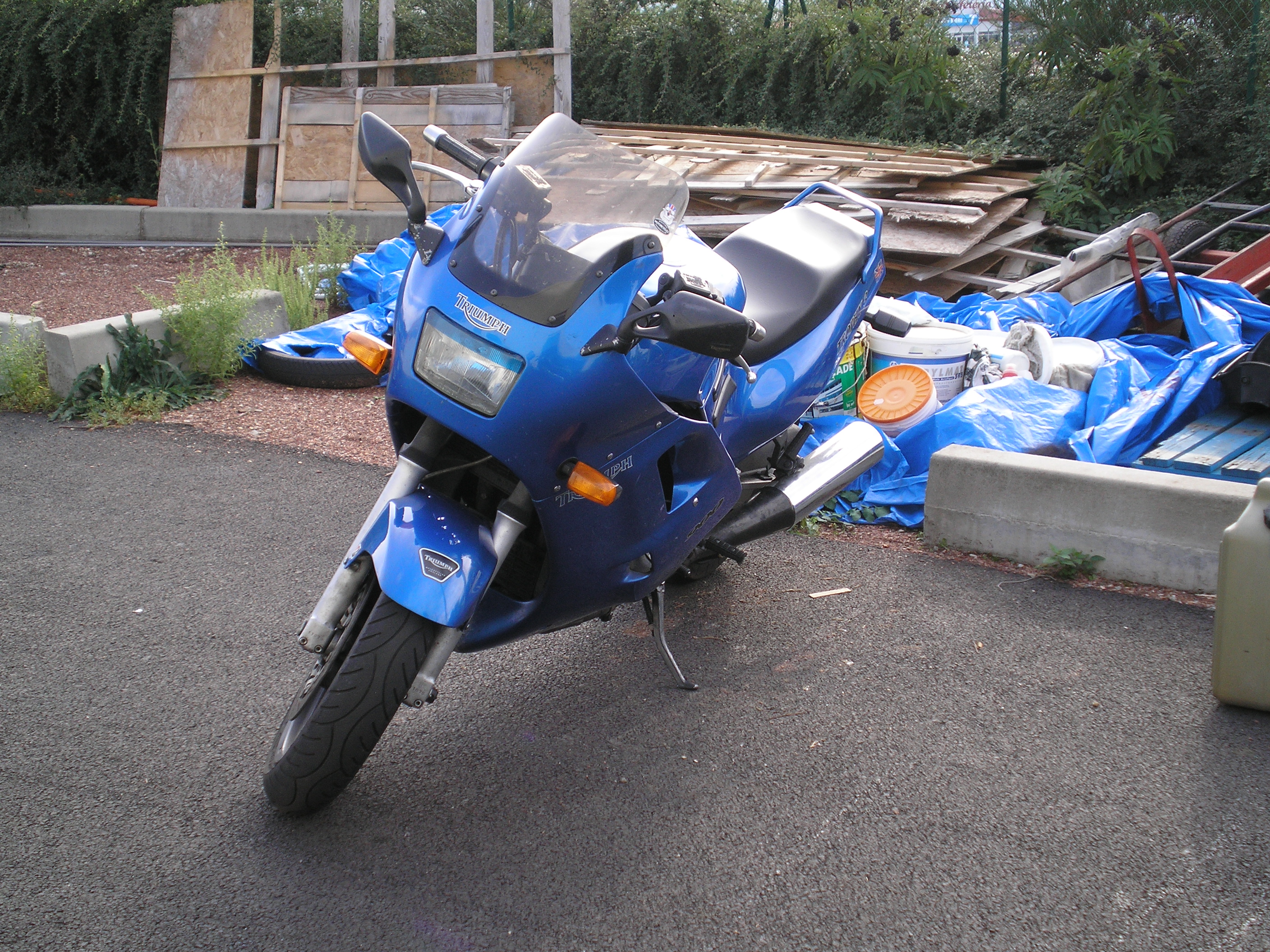
Trophy 900

Era disponibile in due differenti motorizzazioni: la Trophy 900 o Trophy 3 (con codice modello T336) per la tre cilindri da 885 cc e Trophy 1200 o Trophy 4 (con codice T340) per la quattro cilindri da 1180 cc. Queste moto sono state prodotte a Hinckley nel Leicestershire in Inghilterra.

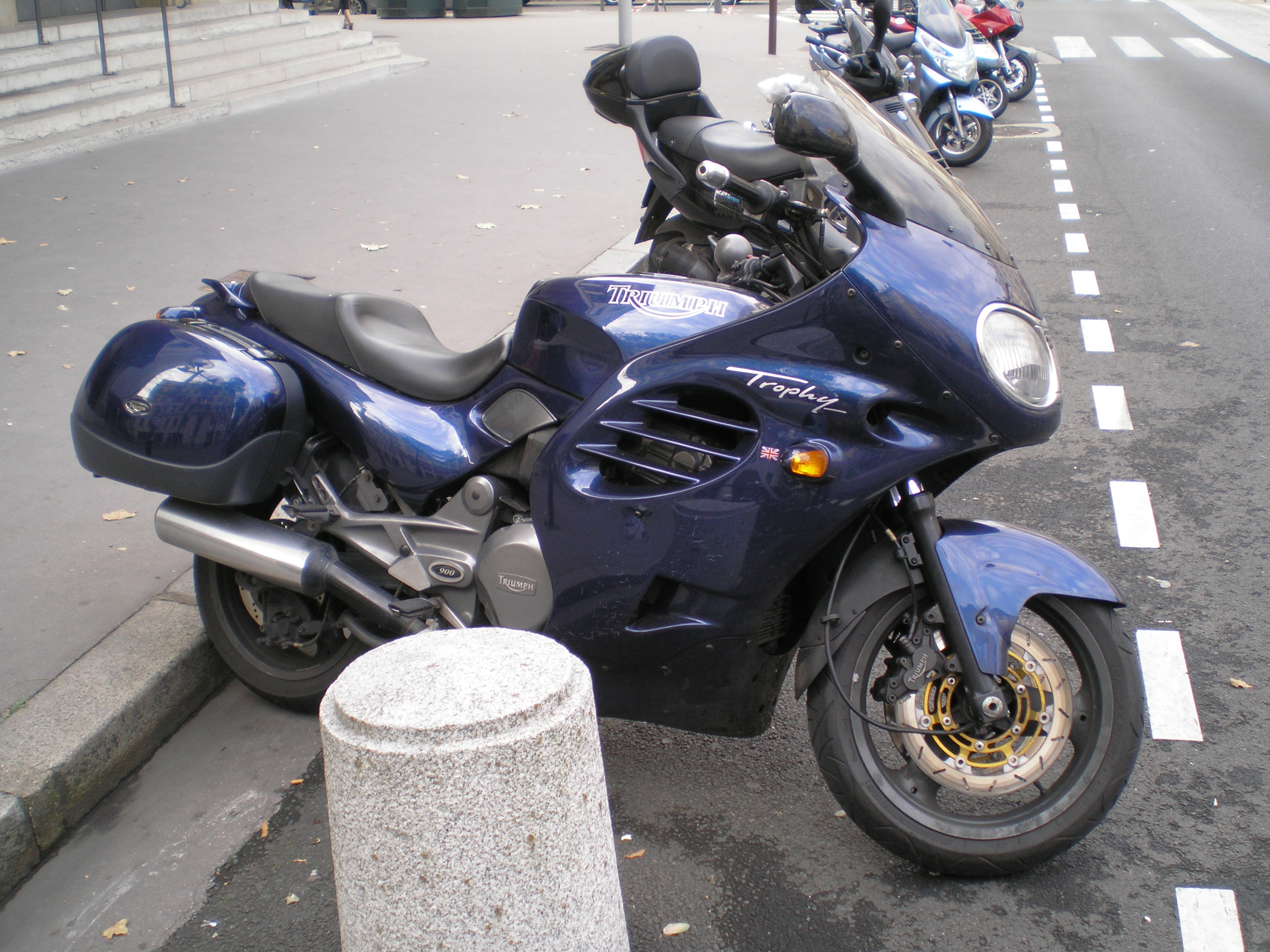
Trophy 900 restyling

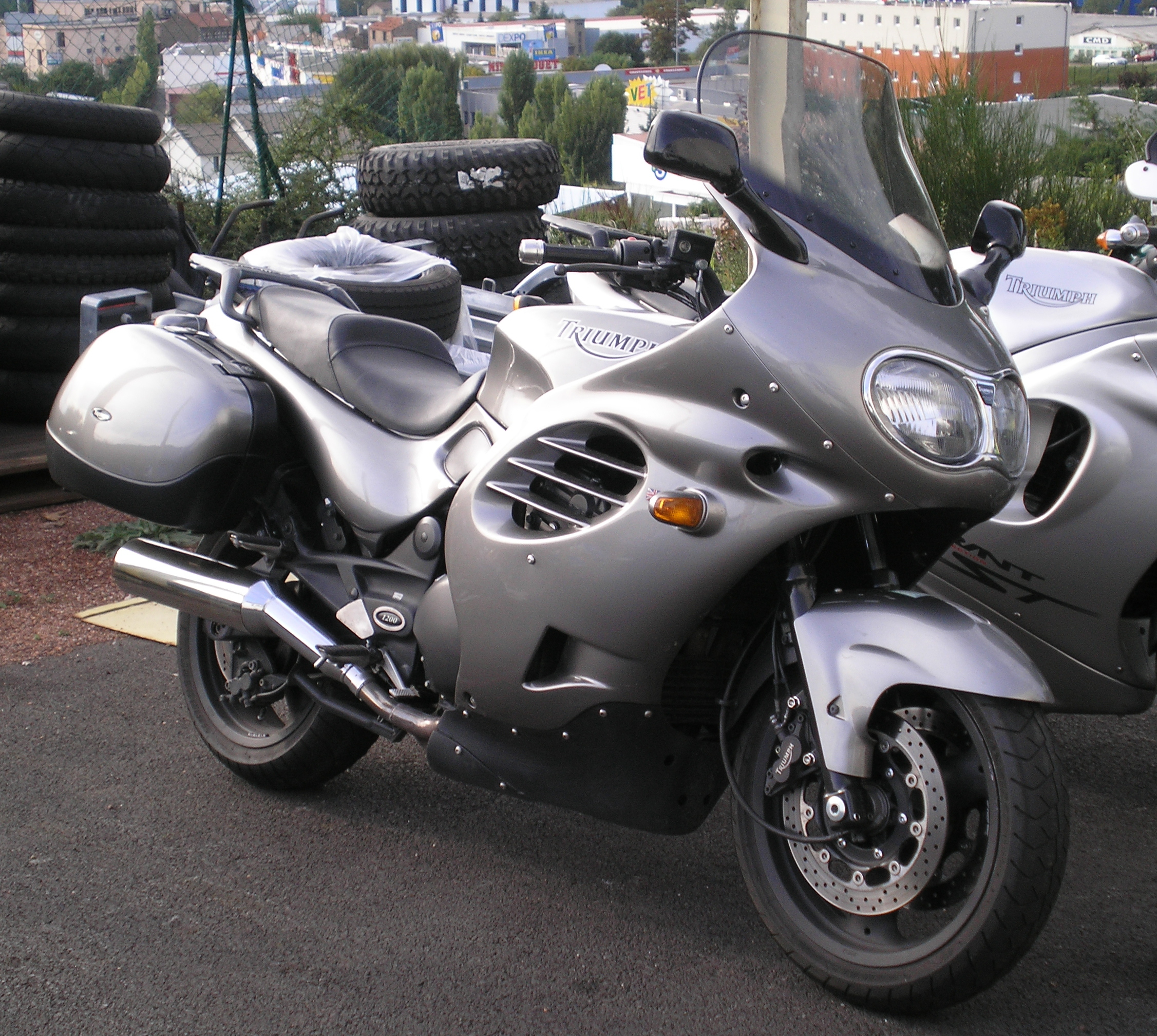
Trophy 1200 restyling

## Descrizione
Al Salone del motociclo di Colonia nel settembre 1990, la Triumph ha fatto esordire una nuova famiglia in versione prototipale di nuove moto a tre cilindri da 750 cc e 900 cc e a quattro cilindri da 1000 cc e 1200 cc. La gamma è stata presentata in anteprima alla stampa a giugno 1990 presso la fabbrica di Hinckley, per poi essere presentati al pubblico a dicembre all'International Motorcycle Show presso il National Exhibition Centre di Birmingham. La prima di esse ad esordire è stata la Trophy 1200, disponibile sul mercato a partire tra marzo e settembre 1991.
Il Trophy utilizza una tipologia di componentistica modulare condivisa con altre moto della casa inglese dell'epoca, tutte con distribuzione DOHC, raffreddamento a liquido e telaio in acciaio. Questo sistema modulare ha garantito la possibilità di costruire modelli e cilindrate differenti riducendo i costi di produzione.
Il telaio tubolare in acciaio ad alta resistenza è derivato da quello montato sulla Triumph Bonneville T140. Molta componentistica è stata fornita da aziende giapponesi, tra cui la Nissin (freni a disco idraulici) e Showa o Kayaba per la forcella telescopica.
Due le motorizzazioni: un motore quattro cilindri da 1180 cm³ con distribuzione a 16 valvole ed un tricilindrico da 885 cm³ a 12 valvole, entrambi con distribuzione bialbero 4 per cilindro, con alimentazione a carburatore e coadiuvato da un cambio a 6 marce con trasmissione finale a catena.
Nel 1996 la moto ha subìto un profondo restyling, caratterizzata da una carrozzeria completamente ridisegnata testata e sviluppata in galleria del vento costituita da una nuova carenatura completa dalla forma tondeggiante con doppi fari anteriori ovali e motovaligie rigide.